# Alejandra Herranz
Alejandra Herranz Rivero (Barcelona, 1972), es una periodista y presentadora española. 

## Trayectoria
Es licenciada en Ciencias de la Información en Periodismo por la Facultad de Ciencias de la Información (Universidad Complutense de Madrid) e inició su trayectoria profesional en Radio Nacional de España.
Tras varios años en Telecinco —donde entre otras cosas fue copresentadora junto con Ángeles Blanco y Juan Pedro Valentín de Informativos Telecinco 20:30 entre septiembre de 2005 y enero de 2006—, en septiembre de 2007 se incorpora a TVE como presentadora de los informativos nocturnos del Canal 24 horas. Después es editora y presentadora del Telediario Tercera Edición en La 1 durante 2008. Ulteriormente fue subdirectora de Los desayunos de TVE.
A continuación, pasó a presentar La tarde en 24 horas y posteriormente La mañana en 24 horas entre 2010 y 2011, para regresar a la temporada siguiente a la conducción de La tarde en 24 horas. Durante este periodo se la vio presentando en ocasiones el Telediario Fin de Semana, labor que llevó a cabo más ampliamente entre los meses de julio y septiembre de 2012.
En septiembre de 2012 regresa al Canal 24 horas como editora y presentadora de Cultura en 24' en La tarde en 24 horas. Al año siguiente y hasta 2018 es redactora del Canal 24 horas y del Área de Cultura de los Informativos de TVE, presentando y editando diversos programas culturales del Canal 24 horas, además de ser reportera de La mañana en 24 horas.
Desde septiembre de 2018 es editora adjunta del Telediario Primera Edición de La 1 de Televisión Española, siendo presentadora sustituta de dicho informativo desde septiembre de 2018 hasta julio de 2022. Desde septiembre de 2022 asume la conducción del Telediario Primera Edición en sustitución de Ana Blanco. En este tiempo ha informado sobre la pandemia de COVID-19, la borrasca Filomena, la erupción del volcán de La Palma, la presidencia de turno de España del Consejo de la Unión Europea y ha participado en las principales citas electorales (elecciones generales, autonómicas, municipales, europeas y a los parlamentos de Galicia y País Vasco). También ha retransmitido junto a Ana Roldán, la entrega de los Premios Princesa de Asturias, la Solemne Apertura de las Cortes Generales, las sesiones de investidura de Alberto Núñez Feijóo y Pedro Sánchez y el juramento de la Constitución española de la Princesa de Asturias. Y del exterior, ha editado la información sobre el asalto al Capitolio de los Estados Unidos, la caída de Afganistán en manos de los talibanes, la Cumbre de la OTAN en Madrid, las guerras en Ucrania y Jerusalén y los terremotos de Turquía y Siria y Marruecos, entre otros.

### Vida personal
De su ámbito personal solo es conocido que es madre de familia numerosa y que su pareja es el actor Pau Durà.